# Pamlico

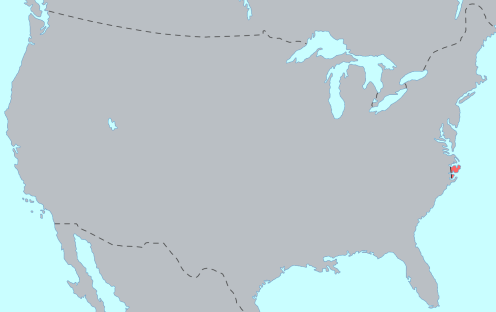
Situació dels pamlico

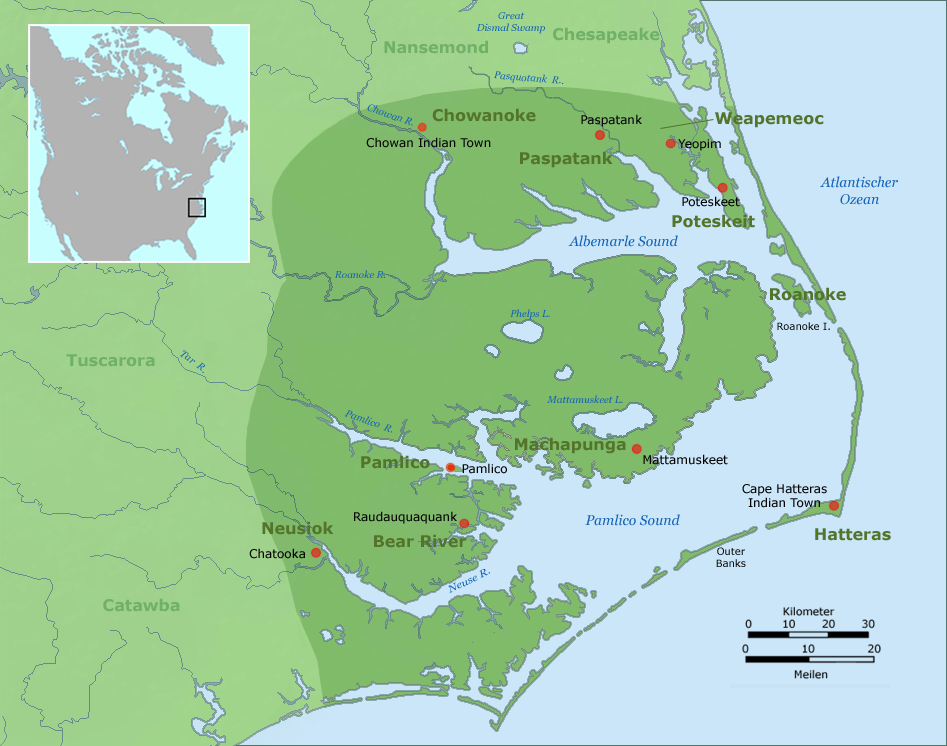
Distribució dels parlants algonquins de Carolina

Els pamlico (o pomouik) eren un poble amerindi de Carolina del Nord. Van parlar una llengua algonquina també coneguda com a pamlico o algonquí de Carolina.

## Geografia
Els pamlico vivien als marges del riu Pamlico a Carolina del Nord. En honor seu van rebre el nom Pamlico Sound, la sina més gran de Carolina del Nord, i el comtat de Pamlico. Es tracta d'una de les tribus algonquines més meridionals a la costa atlàntica, i la que més al sud de la que els erudits van recollir un vocabulari.

## Història
Els colons de Raleigh es referien als pamlico en 1585-1586 amb el nom Pomoui.

### Història delseglexvii

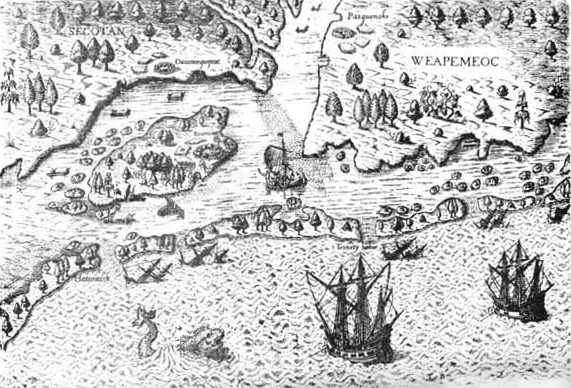
Arribada dels anglesos a Virgínia, 1607.

En 1696 una epidèmia de verola anomenada "una gran mortalitat" devastà les comunitats algonquines pamlico i veïnes i va reduir les seves poblacions. El 1701 l'explorador John Lawson va assenyalar el seu llenguatge i vocabulari algonquina (Lawson, 1860). Per 1710 els pamlico eren tan pocs (uns 75) que vivien en un sol llogaret petit.

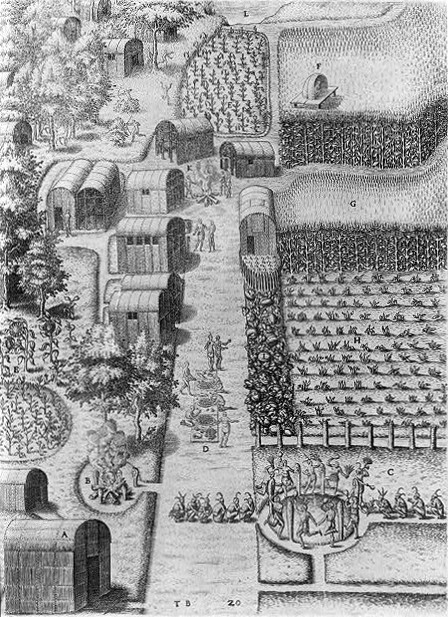
Vila algonquina a l'estuari del Pamlico

Per 1709 la població total algonquina de Carolina del Nord es va reduir a uns 600 dels almenys alguns milers que hi havia en el moment de la trobada amb els anglesos. La Guerra Tuscarora (1711-1713) va provocar més morts entre els aliats algonquins que entre els tuscarores. En les últimes etapes els tuscarora es giraren contra alguns dels seus aliats. El més probable és incorporessin alguns pamlico com a esclaus. A finals de segle, només van romandre un grapat d'algonquins.
Amb la disminució del nombre va venir la pèrdua de terres tribals. Per tant, els indis weapemeoc van vendre les seves terres a Albemarle Sound en 1660 i 1662 i va començar a moure cap a l'interior. Per 1697 es van queixar contra les usurpacions dels colons blancs en la seva nova ubicació. els anglesos els assignaren una reserva a Bennetts Creek pels chawanokes (Chowan) abans de 1700; van reduir la seva grandària de 16 km² enr 1707; els chowanoke van vendre la terra en 1713. Després de la Guerra Tuscarora, els machapunga també van ser assignats a una reserva. Altres grups al Pamlico Sound es van unir al machapunga o als tuscarora.
Amb la presència creixent dels blancs a l'est de Carolina es van introduir més productes d'origen europeu entre els indis. Al segle xviii s'utilitzaven regularment armes de foc en lloc d'arcs i fletxes. Igualment les destrals de ferro havien reemplaçat els pals de fusta. La roba anglesa també era àmpliament utilitzada pels indis. El cap dels roanokes tenia una casa d'estil anglès construïda el 1654.
Altres pràctiques persistiren fins al segle xix, incloent-hi les cistelles de joncs i herba de seda fetes per les dones. Les decoraven amb motius vitals teixits.

### Història delseglexviii

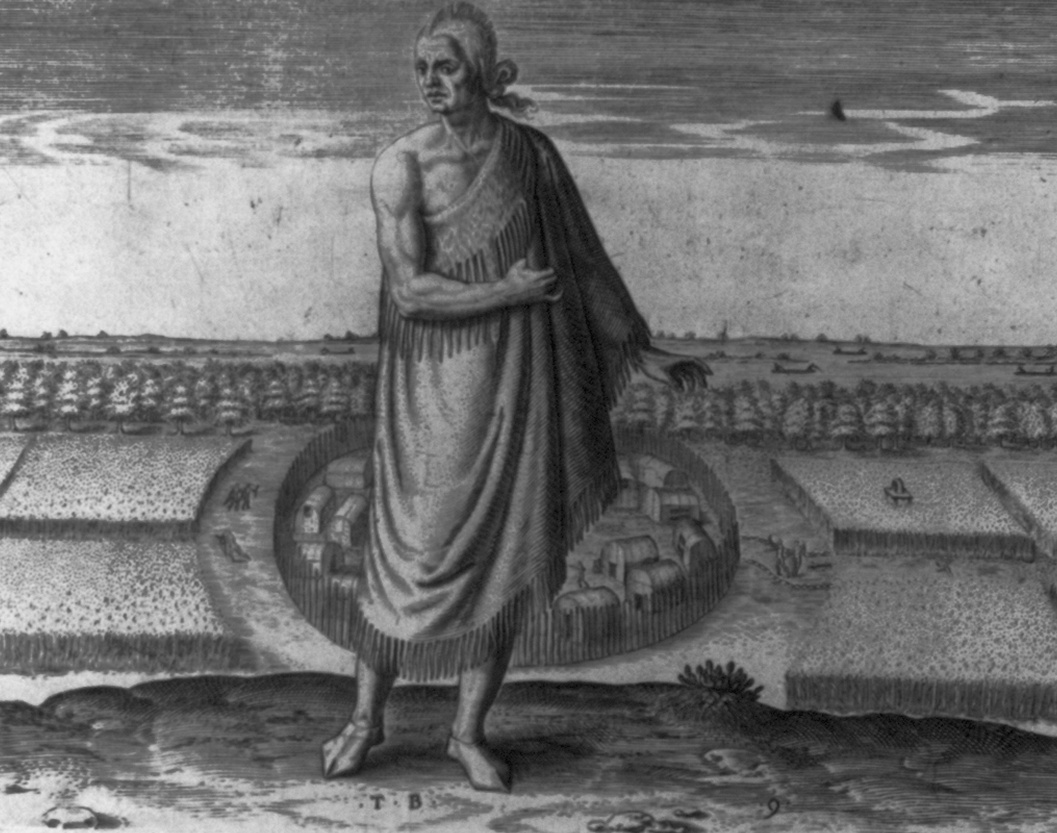
Ancià nadiu de Pomeiock, c. 1590

Durant el segle xvii, la chawanoke estaven en contacte freqüent i en part hostil amb els seus veïns d'algonquins de Virgínia. Les seves hostilitats tradicionals amb els iroquesos tuscarora van continuar durant la guerra de la tribu amb els blancs, quan es dedicaren activament a organitzar expedicions contra els hostils. El machapunga i altres tribus de Pamlico Sound, però, van canviar les seves aliances: abans de 1700 encara estaven en guerra amb els tuscarora i coree, però en 1711 es van posar del costat d'ells contra els anglesos. Els indis hatteras, Weapemeoc, Paspatank i Poteskeit en aquell moment eren els grups més aculturats; van romandre al costat dels anglesos.
A excepció de la Guerra Tuscarora, hi va haver pocs enfrontaments oberts entre l'algonquins i els colons anglesos. Havien patit més per les epidèmies de malalties infeccioses. A causa del seu nombre petit, el comerç tenia poca importància.
Venda de licors forts als indis era probablement el major problema creat pels comerciants blancs al voltant de 1700. L'alcohol va ser prohibit als poblats indis en 1703, però la prohibició mai va ser estricta. Poc es va fer per a l'educació dels indis, tot i que els idiomes nadius estaven sent reemplaçats per l'anglès durant el segle xviii.
Un petit nombre d'indis eren batejats com a cristians per ministres anglicans a finals del segle xvii i del segle xviii. Els membres de la tribu van adoptar noms en anglès (de vegades com a segon nom utilitzat de tant en tant) poc després de 1700. Els homes medicina amerindis guanyaven diners pel tractament dels colons blancs, així com de la seva pròpia gent. Alguns colons de Carolina del Nord havien comprat indis com a esclaus, i altres els transportaven als mercats del Nord. L'extensió de la servitud i l'esclavitud dels indis no es coneixen amb precisió.

## Cultura

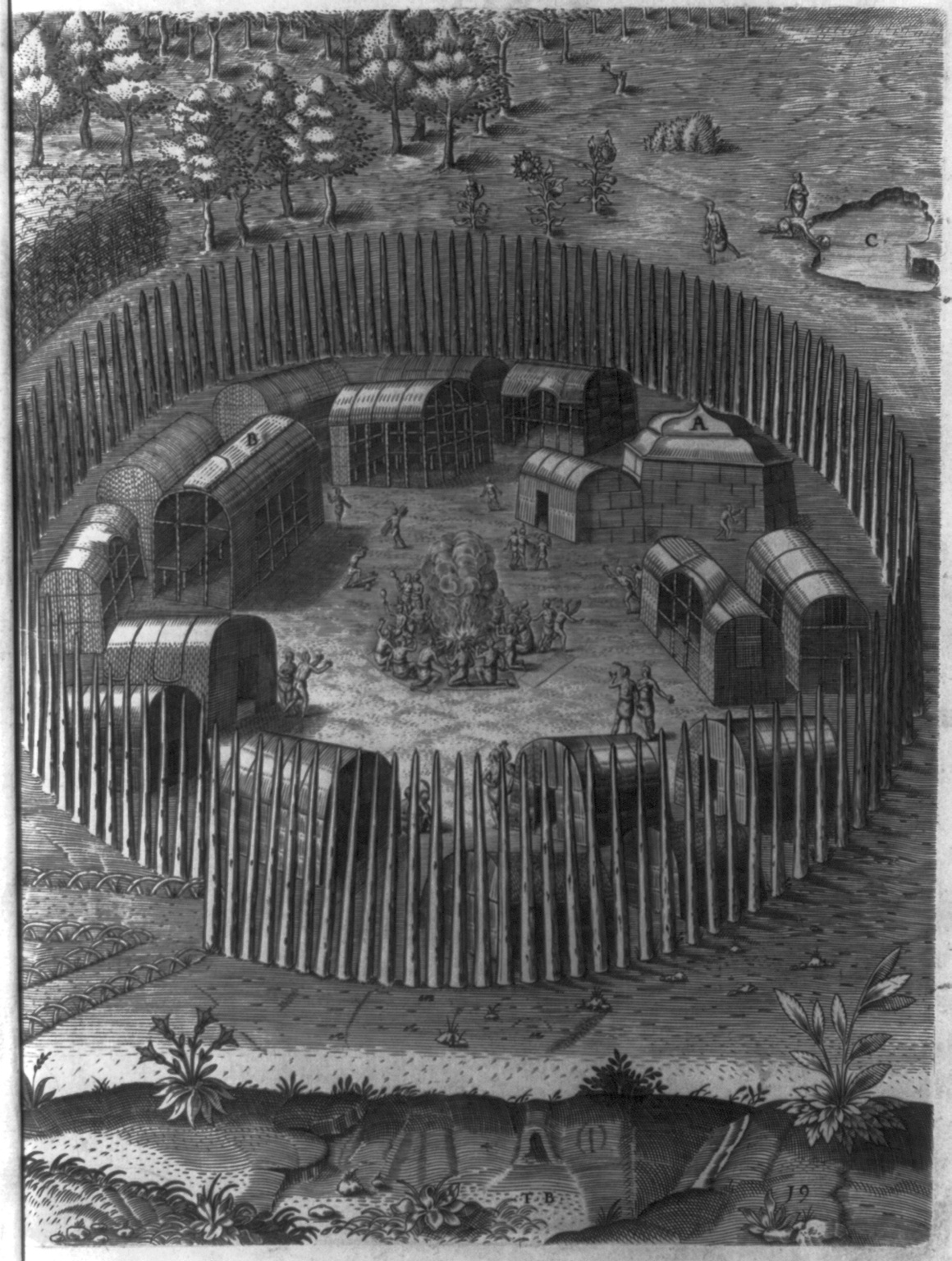
La vila de Pomeiock

Els pamlico crearen caiucs distintius i viatjaren força. S'ha trobat artefactes pamlico tan lluny com a l'Atlàntic Nord.
Menjaven blat de moro, peix i altres vegetals i fruites. A més de la caça i l'agricultura, els grups costaners encara confiaven molt en la pesca i el marisqueig, assecaven productes per a la preservació en obstacles de canya sobre un foc obert o al sol. L'esturió no s'utilitzar com a aliment pels indis al llarg de la costa. La ramaderia està documentada en els Paspatanks al voltant de 1700 (Lawson 1709). La guerra Tuscarora pertorbà l'equilibri econòmic de molts dels grups algonquins: els camps dels machapunga i els seus aliats van ser destruïts pels anglesos. Als hatteras els seus enemics els van impedir la sembra i en 1714-1715 necessitaven subministraments de les autoritats colonials per sobreviure.
L'organització política amb cacicats hereditaris encara estava funcionant al voltant de 1700. Els cadàvers dels caps eren enterrats en els temples com abans. Els plebeus podien comprar el dret de sepultura al recinte del temple amb prou diners. Les comptes de petxina (wampum) es feien servir com a diners, per exemple, per compensar les víctimes de delictes.

### Cerimònies
Tenien restriccions matrimonials que prohibien casar-se amb cosins germans, i feien que fos difícil trobar parella i provocà la disminució de les comunitats. Els matrimonis amb membres d'altres tribus, sens dubte van enfortir llaços intertribals.
El ritu huskenaw sembla haver estat utilitzat com una iniciació per a nens i nenes. Es duia a terme al voltant de Nadal i es perllongava durant cinc o sis setmanes, durant les quals els adolescents eren separats en un edifici especial fora del poble. Hi va haver alguns informes colonials que dues de 50 famílies entre els machapunga practicaven la circumcisió masculina, però això no era típic dels nadius americans.